# Baseball-Weltmeisterschaft der Frauen 2010/Ergebnisse
Diese Seite zeigt die Details zu den Spielen der Baseball-Weltmeisterschaft der Frauen 2010 in Caracas. Alle Zeiten sind Lokalzeit VET (UTC−4:30).

## Vorrunde

### 12. August 2010

#### Gruppe A
Chinesisch Taipeh –  Hongkong 17:1 (5) 1 

Schiedsrichter: HP: Kathrin Sargeant , 1B: Rafael Torres , 2B: Romer Díaz , 3B: Amelia Flamelich 

Ort: Estadio Cesar Nieves, Vargas

 Zeit: 10:00 Uhr VET (UTC-4.5)

Wetter: Sonnig

Zuschauer: 1'500
| Team              | 1 | 2 | 3 | 4 | 5 | 6 | 7 | R  | H  | E |
| ----------------- | - | - | - | - | - | - | - | -- | -- | - |
| Hongkong          | 0 | 0 | 0 | 1 | 0 | - | - | 1  | 1  | 6 |
| Chinesisch Taipeh | 4 | 7 | 1 | 5 | X | - | - | 17 | 12 | 0 |

Starting Pitchers: HKG – Hung Yik Shan  TPE – Hsieh Yu Yingn   WP: Hsieh Yu Yingn   LP: Hung Yik Shan  SV: Chou Pei-Hsuan  
1 Das Resultat des Spieles Chinese Taipei gegen Hongkong wurde aus der Wertung genommen, da das Team aus Hongkong sich zurückzog.
 Australien –  Kanada 1-6

Schiedsrichter: HP:  Gustavo Pineda , 1B: Ramón Flores , 2B: Zaiya Silva , 3B: Pedro Carmona 

Ort: Estadio Cesar Nieves, Vargas

 Zeit: 14:00 Uhr VET (UTC-4.5)

Wetter: Sonnig

Zuschauer: 1'200
| Team       | 1 | 2 | 3 | 4 | 5 | 6 | 7 | R | H | E |
| ---------- | - | - | - | - | - | - | - | - | - | - |
| Kanada     | 0 | 0 | 1 | 0 | 5 | 0 | 0 | 6 | 9 | 1 |
| Australien | 0 | 1 | 0 | 0 | 0 | 0 | 0 | 1 | 7 | 1 |

Starting Pitchers: CAN – Cathrine Psota  AUS –  Jacinda Barclay   WP: Autumn Mills   LP:  Jacinda Barclay  
 Niederlande –  Venezuela 4-20 (5)

Schiedsrichter: HP: Janet Moreno , 1B: Kelly Hunter , 2B: Liu Po Chun , 3B: H. Myung Sun 

Ort: Estadio José A. Casanova, Caracas

 Zeit: 19:30 Uhr VET (UTC-4.5)

Wetter: Teilweise bewölkt

Zuschauer: 5'000
| Team        | 1  | 2 | 3 | 4 | 5 | 6 | 7 | R  | H  | E |
| ----------- | -- | - | - | - | - | - | - | -- | -- | - |
| Venezuela   | 12 | 0 | 4 | 2 | 2 | - | - | 20 | 17 | 2 |
| Niederlande | 0  | 3 | 1 | 0 | 0 | - | - | 4  | 4  | 5 |

Starting Pitchers: VEN – María López  NLD – Thari Diefenbach   WP: Raiza Tarazaona   LP: Thari Diefenbach  

#### Gruppe B
Kuba –  Südkorea 21-9 (6)

Schiedsrichter: HP: Paul Latta , 1B: Rodolfo Rodríguez , 2B: Wang Lin Kwan , 3B: Lideana Soto 

Ort: Estadio Aviación, Maracay

 Zeit: 10:00 Uhr VET (UTC-4.5)

Wetter: Sonnig

Zuschauer: 1'000
| Team     | 1 | 2 | 3 | 4  | 5 | 6 | 7 | R  | H | E |
| -------- | - | - | - | -- | - | - | - | -- | - | - |
| Südkorea | 2 | 6 | 0 | 1  | 0 | 0 | - | 9  | 6 | 4 |
| Kuba     | 1 | 0 | 0 | 10 | 4 | 6 | - | 21 | 8 | 4 |

Starting Pitchers: KOR – Bae Soo Young  CUB – Yaima Ramos Mesa   WP: Lianni Rodriguez Nieves   LP: Kim Su Jin  
 Japan –  Vereinigte Staaten 5-1

Schiedsrichter: HP: Arquímedes Torres , 1B: César Linares , 2B: Danny Franco , 3B: aite Bullones 

Ort: Estadio José Perez Colmenares, Maracay

 Zeit: 10:00 Uhr VET (UTC-4.5)

Wetter: Sonnig

Zuschauer: 6'000
| Team               | 1 | 2 | 3 | 4 | 5 | 6 | 7 | R | H  | E |
| ------------------ | - | - | - | - | - | - | - | - | -- | - |
| Vereinigte Staaten | 0 | 0 | 1 | 0 | 0 | 0 | 0 | 1 | 7  | 1 |
| Japan              | 0 | 0 | 0 | 4 | 0 | 1 | 0 | 5 | 13 | 0 |

Starting Pitchers: USA –  Martina Sementelli  JPN – Yakuari Isozaki   WP: Yakuari Isozaki   LP: Martina Sementelli  

### 13. August 2010

#### Gruppe A
Kanada –  Chinesisch Taipeh 7-6

Schiedsrichter: HP: Ramón Flores , 1B: Zaiya Silva , 2B: H. Myung Sun ; 3B: Gustavo Pineda 

Ort: Estadio José A. Casanova, Caracas

 Zeit: 10:00 Uhr VET (UTC-4.5)

Wetter: Bewölkt

Zuschauer: 250
| Team              | 1 | 2 | 3 | 4 | 5 | 6 | 7 | R | H  | E |
| ----------------- | - | - | - | - | - | - | - | - | -- | - |
| Chinesisch Taipeh | 0 | 0 | 1 | 0 | 5 | 0 | 0 | 6 | 7  | 0 |
| Kanada            | 0 | 0 | 0 | 2 | 2 | 1 | 2 | 7 | 12 | 3 |

Starting Pitchers: TPE – Lianni Rodriguez  CAN – Huang Chiao-Yun   WP: Vanessa Riopel   LP: Hsieh Yu Yingn  
 Hongkong –  Niederlande 9:12 (3) 1 

Schiedsrichter: HP: Amelia Flamelich , 1B: Pedro Carmona , 2B: Rafael Torres ; 3B:Rafael Torres 

Ort: Estadio José A. Casanova, Caracas

 Zeit: 14:30 Uhr VET (UTC-4.5)

Wetter: Mehrheitlich Sonnig

Zuschauer: n/a
| Team        | 1 | 2 | 3  | 4 | 5 | 6 | 7 | R  | H | E |
| ----------- | - | - | -- | - | - | - | - | -- | - | - |
| Niederlande | 0 | 2 | 10 | - | - | - | - | 12 | 7 | 3 |
| Hongkong    | 2 | 7 | 0  | - | - | - | - | 9  | 6 | 2 |

Starting Pitchers: NLD – Mickey Ras  HKG – Lau Tsz Chin   WP: -   LP: -  
1 Das Spiel Hongkong gegen die Niederlande wurde nach dem dritten Inning abgebrochen. Hongkong zog sich anschließend zurück.

#### Gruppe B
Japan –  Kuba 3-1

Schiedsrichter: HP: Danny Franco , 1B: Wang Lin Kwan , 2B: Maite Bullones ; 3B: Rodolfo Rodríguez 

Ort: Estadio José Perez Colmenares, Maracay

 Zeit: 14:00 Uhr VET (UTC-4.5)

Wetter: Mehrheitlich sonnig

Zuschauer: 2'000
| Team  | 1 | 2 | 3 | 4 | 5 | 6 | 7 | R | H | E |
| ----- | - | - | - | - | - | - | - | - | - | - |
| Kuba  | 0 | 0 | 1 | 0 | 0 | 0 | 0 | 1 | 6 | 1 |
| Japan | 0 | 0 | 0 | 1 | 1 | 0 | 1 | 3 | 8 | 1 |

Starting Pitchers: CUB – Dianisleidis Moreno  JPN – Yui Xingu   WP: Yui Xingu   LP: Dianisleidis Moreno  

### 14. August 2010

#### Gruppe A
Kanada –  Hongkong -1 

Schiedsrichter: HP: -, 1B: -, 2B: -; 3B: -

Ort: Estadio José A. Casanova, Caracas

 Zeit: 10:00 Uhr VET (UTC-4.5)

Wetter: n/a

Zuschauer: n/a
| Team     | 1 | 2 | 3 | 4 | 5 | 6 | 7 | R | H | E |
| -------- | - | - | - | - | - | - | - | - | - | - |
| Hongkong | - | - | - | - | - | - | - | - | - | - |
| Kanada   | - | - | - | - | - | - | - | - | - | - |

1 Nicht ausgetragen

#### Gruppe B
kein Spiel ausgetragen

### 15. August 2010

#### Gruppe A
Hongkong –  Australien -1 

Schiedsrichter: HP: -, 1B: -, 2B: -; 3B: -

Ort: Estadio José A. Casanova, Caracas

 Zeit: 10:00 Uhr VET (UTC-4.5)

Wetter: n/a

Zuschauer: n/a
| Team       | 1 | 2 | 3 | 4 | 5 | 6 | 7 | R | H | E |
| ---------- | - | - | - | - | - | - | - | - | - | - |
| Australien | - | - | - | - | - | - | - | - | - | - |
| Hongkong   | - | - | - | - | - | - | - | - | - | - |

1 Nicht ausgetragen
 Australien –  Niederlande 16-3 (5)

Schiedsrichter: HP: Pedro Carmona , 1B: Amelia Flamelich , 2B: Arquímedes Torres , 3B: Danny Franco 

Ort: Estadio José Perez Colmenares, Maracay

 Zeit: 15:00 Uhr VET (UTC-4.5)1

Wetter: Hauptsächlich sonnig

Zuschauer: 4'000
| Team        | 1 | 2 | 3 | 4 | 5 | 6 | 7 | R  | H  | E |
| ----------- | - | - | - | - | - | - | - | -- | -- | - |
| Niederlande | 2 | 0 | 0 | 0 | 1 | - | - | 3  | 5  | 2 |
| Australien  | 4 | 0 | 3 | 9 | X | - | - | 16 | 13 | 1 |

Starting Pitchers: NLD – Thari Diefenbach  AUS – Sinead Flanigan   WP: Sinead Flanigan   LP: Thari Diefenbach  SV: Katherine Welsh  
1 Spiel vom 14. August auf den 15. August verschoben.
 Chinesisch Taipeh –  Venezuela 3-5

Schiedsrichter: HP: H. Myung Sun , 1B: Kathrin Sargeant , 2B: Janet Moreno , 3B: Kelly Hunter 

Ort: Estadio José Perez Colmenares, Maracay

 Zeit: 19:00 Uhr VET (UTC-4.5)1

Wetter: Bewölkt

Zuschauer: 8'451
| Team              | 1 | 2 | 3 | 4 | 5 | 6 | 7 | R | H  | E |
| ----------------- | - | - | - | - | - | - | - | - | -- | - |
| Venezuela         | 2 | 1 | 0 | 0 | 1 | 0 | 3 | 5 | 12 | 2 |
| Chinesisch Taipeh | 0 | 1 | 0 | 2 | 0 | 0 | 0 | 3 | 6  | 1 |

Starting Pitchers: VEN – María López  TPE – Huang Chiao-Yun   WP: Diogcelis Guevara   LP: Hsieh Wen-Ching  
1 Spiel vom 14. August auf den 15. August verschoben.

#### Gruppe B
Kuba –  Puerto Rico 12-1 (5)

Schiedsrichter: HP: Rodolfo Rodríguez , 1B: Arquímedes Torres , 2B: Danny Franco , 3B: Maite Bullones 

Ort: Estadio José Perez Colmenares, Maracay

 Zeit: 10:00 Uhr VET (UTC-4.5)1

Wetter: Sonnig

Zuschauer: 4'500
| Team        | 1 | 2 | 3 | 4 | 5 | 6 | 7 | R  | H  | E |
| ----------- | - | - | - | - | - | - | - | -- | -- | - |
| Puerto Rico | 0 | 0 | 0 | 1 | 0 | - | - | 1  | 3  | 7 |
| Kuba        | 0 | 2 | 1 | 8 | 1 | - | - | 12 | 13 | 0 |

Starting Pitchers: PUR – Johanna Ramos  CUB – Yaima Ramos Mesa   WP: Yaima Ramos Mesa   LP: Johanna Ramos  
1 Spiel vom 14. August auf den 15. August verschoben.
 Vereinigte Staaten –  Südkorea 21-0 (5)

Schiedsrichter: HP: Romer Díaz , 1B: Paul Latta , 2B: César Linares , 3B: Lideana Soto 

Ort: Estadio Aviación, Maracay

 Zeit: 10:00 Uhr VET (UTC-4.5)1

Wetter: Teilweise Bewölkt und Regen

Zuschauer: 200
| Team               | 1 | 2 | 3 | 4 | 5 | 6 | 7 | R  | H  | E |
| ------------------ | - | - | - | - | - | - | - | -- | -- | - |
| Südkorea           | 0 | 0 | 0 | 0 | 0 | - | - | 0  | 3  | 2 |
| Vereinigte Staaten | 1 | 7 | 9 | 0 | 4 | - | - | 21 | 18 | 1 |

Starting Pitchers: KOR – Kim Mi Hui  USA – Loren Smith   WP: Loren Smith   LP: Kim Mi Hui  SV: Christin Sobeck  
1 Spiel vom 14. August auf den 15. August verschoben.
 Südkorea –  Japan 0-14 (5)

Schiedsrichter: HP: Liu Po Chun , 1B: César Linares , 2B: Lideana Soto , 3B: Ramón Flores 

Ort: Estadio Aviación, Maracay

 Zeit: 14:00 Uhr VET (UTC-4.5)

Wetter: Bewölkt

Zuschauer: 1'000
| Team     | 1 | 2  | 3 | 4 | 5 | 6 | 7 | R  | H  | E |
| -------- | - | -- | - | - | - | - | - | -- | -- | - |
| Südkorea | 2 | 0  | 0 | 0 | 0 | - | - | 0  | 2  | 2 |
| Japan    | 0 | 10 | 3 | 1 | X | - | - | 14 | 16 | 0 |

Starting Pitchers: KOR – Myung Hyun Sam  JPN – Ayako Imai   WP: Ayako Imai   LP: Myung Hyun Sam  SV: Kana Sakamoto  
 Vereinigte Staaten –  Kuba 5-0

Schiedsrichter: HP: Rafael Torres , 1B: Gustavo Pineda , 2B: Ramón Flores , 3B: Zaiya Silva 

Ort: Estadio Aviación, Maracay

 Zeit: 18:00 Uhr VET (UTC-4.5)1

Wetter: Bewölkt

Zuschauer: 1'500
| Team               | 1 | 2 | 3 | 4 | 5 | 6 | 7 | R | H  | E |
| ------------------ | - | - | - | - | - | - | - | - | -- | - |
| Vereinigte Staaten | 0 | 0 | 0 | 0 | 1 | 2 | 2 | 5 | 12 | 1 |
| Kuba               | 0 | 1 | 0 | 0 | 0 | 0 | 0 | 0 | 4  | 1 |

Starting Pitchers: USA – Martina Sementelli  CUB – Mabel Cuello Rubio   WP: Martina Sementelli   LP: Mabel Cuello Rubio  
1 Spiel vom 16. August auf den 15. August vorverlegt.

### 16. August 2010

#### Gruppe A
Kanada –  Niederlande 12-1 (5)

Schiedsrichter: HP: Zaiya Silva , 1B: Amelia Flamelich , 2B: Rafael Torres , 3B: Rodolfo Rodríguez 

Ort: Estadio Aviación, Maracay

 Zeit: 10:00 Uhr VET (UTC-4.5)

Wetter: Sonnig

Zuschauer: 500
| Team        | 1 | 2 | 3 | 4 | 5 | 6 | 7 | R  | H  | E |
| ----------- | - | - | - | - | - | - | - | -- | -- | - |
| Niederlande | 1 | 0 | 0 | 0 | 0 | - | - | 1  | 3  | 3 |
| Kanada      | 5 | 4 | 1 | 2 | X | - | - | 12 | 11 | 1 |

Starting Pitchers: NLD – Mickey Ras  CAN – Martine Nadeau   WP: Martine Nadeau   LP: Mickey Ras  SV: Shayla Sashavar  
 Chinesisch Taipeh –  Australien 0-4

Schiedsrichter: HP: Danny Franco , 1B: Rafael Torres , 2B: Amelia Flamelich , 3B: Gustavo Pineda 

Ort: Estadio Aviación, Maracay

 Zeit: 14:00 Uhr VET (UTC-4.5)

Wetter: Sonnig

Zuschauer: 600
| Team              | 1 | 2 | 3 | 4 | 5 | 6 | 7 | R | H | E |
| ----------------- | - | - | - | - | - | - | - | - | - | - |
| Australien        | 0 | 1 | 0 | 0 | 1 | 0 | 2 | 4 | 9 | 2 |
| Chinesisch Taipeh | 0 | 0 | 0 | 0 | 0 | 0 | 0 | 0 | 3 | 1 |

Starting Pitchers: AUS – Melinda Latimer  TPE – Huang Chiao-Yun   WP: Melinda Latimer   LP: Huang Chiao-Yun  SV: Laura Neads  
 Niederlande –  Chinesisch Taipeh 0-11

Schiedsrichter: HP:  Maite Bullones , 1B: Ramón Flores , 2B: Gustavo Pineda , 3B: Arquímedes Torres 

Ort: Estadio Aviación, Maracay

 Zeit: 18:00 Uhr VET (UTC-4.5) 1

Wetter: Bewölkt

Zuschauer: 800
| Team              | 1 | 2 | 3 | 4 | 5 | 6 | 7 | R  | H  | E |
| ----------------- | - | - | - | - | - | - | - | -- | -- | - |
| Chinesisch Taipeh | 0 | 0 | 0 | 1 | 2 | 4 | 4 | 11 | 11 | 2 |
| Niederlande       | 0 | 0 | 0 | 0 | 0 | 0 | 0 | 0  | 2  | 6 |

Starting Pitchers: TPE – Teng Wan-Yu  NLD – Michelle Brujn   WP: Teng Wan-Yu   LP: Michelle Brujn  
1 Spiel vom 15. August auf den 16. August verschoben.

 Venezuela –  Hongkong -1 

Schiedsrichter: HP: -, 1B: -, 2B: -; 3B: -

Ort: Estadio José A. Casanova, Caracas

 Zeit: 18:00 Uhr VET (UTC-4.5)

Wetter: n/a

Zuschauer: n/a
| Team      | 1 | 2 | 3 | 4 | 5 | 6 | 7 | R | H | E |
| --------- | - | - | - | - | - | - | - | - | - | - |
| Hongkong  | - | - | - | - | - | - | - | - | - | - |
| Venezuela | - | - | - | - | - | - | - | - | - | - |

1 Nicht ausgetragen
 Venezuela –  Kanada 3-2 (8)

Schiedsrichter: HP:  Paul Latta , 1B: Kathrin Sargeant , 2B: H. Myung Sun , 3B: Liu Po Chun 

Ort: Estadio José Perez Colmenares, Maracay

 Zeit: 19:00 Uhr VET (UTC-4.5) 1

Wetter: Bewölkt

Zuschauer: 4'932
| Team      | 1 | 2 | 3 | 4 | 5 | 6 | 7 | 8 | R | H | E |
| --------- | - | - | - | - | - | - | - | - | - | - | - |
| Kanada    | 0 | 1 | 0 | 0 | 0 | 0 | 1 | 0 | 2 | 1 | 1 |
| Venezuela | 0 | 0 | 2 | 0 | 0 | 0 | 0 | 1 | 3 | 6 | 1 |

Starting Pitchers: CAN – Autumn Mills  VEN – Jessica Primera   WP: Kerlys Perez   LP: Jessica Primera  
1 Spiel vom 15. August auf den 16. August verschoben.

#### Gruppe B
Südkorea –  Puerto Rico 0-10 (5)

Schiedsrichter: HP:  César Linares , 1B: Janet Moreno , 2B: Pedro Carmona , 3B: Jorge Díaz 

Ort: Estadio José Perez Colmenares, Maracay

 Zeit: 10:00 Uhr VET (UTC-4.5) 1

Wetter: Bewölkt

Zuschauer: 800
| Team        | 1 | 2 | 3 | 4 | 5 | 6 | 7 | R  | H  | E |
| ----------- | - | - | - | - | - | - | - | -- | -- | - |
| Puerto Rico | 0 | 1 | 1 | 6 | 2 | - | - | 10 | 12 | 0 |
| Südkorea    | 0 | 0 | 0 | 0 | 0 | - | - | 0  | 2  | 2 |

Starting Pitchers: PUR – Maria Zayas  KOR – Bae Soo Young   WP: Maria Zayas   LP: Bae Soo Young  
1 Spiel vom 13. August auf den 16. August verschoben.
 Puerto Rico –  Vereinigte Staaten 0-9

Schiedsrichter: HP:  Kelly Hunter , 1B: Romer Díaz , 2B: Lideana Soto , 3B: Pedro Carmona 

Ort: Estadio José Perez Colmenares, Maracay

 Zeit: 15:00 Uhr VET (UTC-4.5) 1

Wetter: Sonnig

Zuschauer: 1'300
| Team               | 1 | 2 | 3 | 4 | 5 | 6 | 7 | R | H | E |
| ------------------ | - | - | - | - | - | - | - | - | - | - |
| Puerto Rico        | 0 | 0 | 0 | 0 | 0 | 0 | 0 | 0 | 3 | 2 |
| Vereinigte Staaten | 3 | 0 | 4 | 1 | 1 | 0 | X | 9 | 8 | 0 |

Starting Pitchers: PUR – Elisabeth Santana  USA – Jenna Marston   WP: Ghazaleh Sailors   LP: Elisabeth Santana  
1 Spiel vom 15. August auf den 16. August verschoben.

### 17. August 2010

#### Gruppe A
Venezuela –  Australien 8-1

Schiedsrichter: HP:  Kathrin Sargeant , 1B: H. Myung Sun , 2B: Liu Po Chun , 3B: Kelly Hunter 

Ort: Estadio José Perez Colmenares, Maracay

 Zeit: 19:00 Uhr VET (UTC-4.5) 1

Wetter: n/a

Zuschauer: 12'639
| Team       | 1 | 2 | 3 | 4 | 5 | 6 | 7 | R | H | E |
| ---------- | - | - | - | - | - | - | - | - | - | - |
| Australien | 0 | 0 | 1 | 0 | 0 | 0 | 0 | 1 | 9 | 2 |
| Venezuela  | 0 | 3 | 0 | 3 | 0 | 3 | X | 8 | 8 | 1 |

Starting Pitchers: AUS – Taylah Welch  VEN – Kerlys Perez   WP: Yessica Meza   LP: Taylah Welch  SV: Diana Tovar  
1 Spiel vom 14. August auf den 17. August verschoben.

#### Gruppe B
Puerto Rico –  Japan 0-10 (6)

Schiedsrichter: HP:  Gustavo Pineda , 1B: Rodolfo Rodríguez , 2B: Arquímedes Torres , 3B: Maite Bullones 

Ort: Estadio José Perez Colmenares, Maracay

 Zeit: 14:00 Uhr VET (UTC-4.5) 1

Wetter: Sonnig

Zuschauer: 1'500
| Team        | 1 | 2 | 3 | 4 | 5 | 6 | 7 | R  | H | E |
| ----------- | - | - | - | - | - | - | - | -- | - | - |
| Puerto Rico | 0 | 0 | 0 | 0 | 0 | 0 | - | 0  | 2 | 2 |
| Japan       | 1 | 2 | 5 | 0 | 0 | 2 | - | 10 | 9 | 2 |

Starting Pitchers: PUR – Zuleyka Santiago  JPN – Ayami Sato   WP: Ayami Sato   LP: Zuleyka Santiago  SV: Mika Miyahara  
1 Spiel vom 16. August auf den 17. August verschoben.

## Zwischenrunde

### 18. August 2010

#### Gruppe C
Vereinigte Staaten –  Kanada 10-1

Schiedsrichter: HP:  Rafael Torres , 1B: Paul Latta , 2B: Jorge Díaz , 3B: Lideana Soto 

Ort: Estadio José Perez Colmenares, Maracay

 Zeit: 10:00 Uhr VET (UTC-4.5)

Wetter: Bewölkt

Zuschauer: 639
| Team               | 1 | 2 | 3 | 4 | 5 | 6 | 7 | R  | H  | E |
| ------------------ | - | - | - | - | - | - | - | -- | -- | - |
| Kanada             | 0 | 0 | 0 | 1 | 0 | 0 | 0 | 1  | 6  | 2 |
| Vereinigte Staaten | 2 | 0 | 1 | 0 | 2 | 4 | 1 | 10 | 14 | 0 |

Starting Pitchers: CAN – Cindy Saavadra  USA – Jenna Marston   WP: Jenna Marston   LP: Cindy Saavadra  
 Australien –  Japan 10-9

Schiedsrichter: HP:  Janet Moreno , 1B: César Linares , 2B: Pedro Carmona , 3B: Pedro Carmona 

Ort: Estadio José Perez Colmenares, Maracay

 Zeit: 15:00 Uhr VET (UTC-4.5)

Wetter: Sonnig

Zuschauer: 7'000
| Team       | 1 | 2 | 3 | 4 | 5 | 6 | 7 | R  | H  | E |
| ---------- | - | - | - | - | - | - | - | -- | -- | - |
| Japan      | 3 | 1 | 2 | 0 | 0 | 0 | 3 | 9  | 12 | 3 |
| Australien | 1 | 1 | 5 | 0 | 0 | 2 | 1 | 10 | 13 | 3 |

Starting Pitchers: JPN – Yakuari Isozaki  AUS – Jacinda Barclay   WP: Laura Neads   LP: Yakuari Isozaki  SV: Christina Kreppold  
 Kuba –  Venezuela 3-4

Schiedsrichter: HP:  H. Myung Sun , 1B: Liu Po Chun , 2B: Kelly Hunter , 3B: Kathrin Sargeant 

Ort: Estadio José Perez Colmenares, Maracay

 Zeit: 19:00 Uhr VET (UTC-4.5)

Wetter: Klar

Zuschauer: 13'582
| Team      | 1 | 2 | 3 | 4 | 5 | 6 | 7 | R | H | E |
| --------- | - | - | - | - | - | - | - | - | - | - |
| Kuba      | 0 | 0 | 0 | 0 | 0 | 1 | 2 | 3 | 7 | 3 |
| Venezuela | 2 | 0 | 0 | 0 | 0 | 0 | 2 | 4 | 7 | 2 |

Starting Pitchers: CUB – Yaima Ramos Mesa  VEN – María López   WP: Lelis Gomez   LP: Yaima Ramos Mesa  

#### Gruppe D
kein Spiel ausgetragen

### 19. August 2010

#### Gruppe C
Kuba –  Australien 2-6

Schiedsrichter: HP:  Kelly Hunter , 1B: Arquímedes Torres , 2B: Gustavo Pineda , 3B: Danny Franco 

Ort: Estadio José Perez Colmenares, Maracay

 Zeit: 10:00 Uhr VET (UTC-4.5)

Wetter: Teilweise Bewölkt

Zuschauer: 1'225
| Team       | 1 | 2 | 3 | 4 | 5 | 6 | 7 | R | H  | E |
| ---------- | - | - | - | - | - | - | - | - | -- | - |
| Kuba       | 0 | 0 | 0 | 0 | 1 | 0 | 0 | 2 | 2  | 0 |
| Australien | 4 | 1 | 0 | 0 | 1 | 0 | X | 6 | 12 | 1 |

Starting Pitchers: CUB – Dianisleidis Moreno  AUS – Sinead Flanigan   WP: Sinead Flanigan   LP: Dianisleidis Moreno  SV: Katherine Welsh  
 Kanada –  Japan 2-6

Schiedsrichter: HP:  Rodolfo Rodríguez , 1B: Jorge Díaz , 2B: Kathrin Sargeant , 3B: César Linares 

Ort: Estadio José Perez Colmenares, Maracay

 Zeit: 15:00 Uhr VET (UTC-4.5)

Wetter: Hauptsächlich Sonnig

Zuschauer: 6'560
| Team   | 1 | 2 | 3 | 4 | 5 | 6 | 7 | R | H | E |
| ------ | - | - | - | - | - | - | - | - | - | - |
| Kanada | 0 | 0 | 2 | 0 | 0 | 0 | 0 | 2 | 7 | 3 |
| Japan  | 0 | 0 | 1 | 2 | 3 | 0 | X | 6 | 2 | 2 |

Starting Pitchers: CAN – Vanessa Riopel  JPN – Yui Xingu   WP: Yui Xingu   LP: Vanessa Riopel  
 Vereinigte Staaten –  Venezuela 6-7

Schiedsrichter: HP: Liu Po Chun , 1B: Janet Moreno , 2B: Paul Latta , 3B: H. Myung Sun 

Ort: Estadio José Perez Colmenares, Maracay

 Zeit: 19:00 Uhr VET (UTC-4.5)

Wetter: n/a

Zuschauer: 14'501
| Team               | 1 | 2 | 3 | 4 | 5 | 6 | 7 | R | H | E |
| ------------------ | - | - | - | - | - | - | - | - | - | - |
| Vereinigte Staaten | 0 | 3 | 0 | 2 | 0 | 0 | 1 | 6 | 6 | 2 |
| Venezuela          | 0 | 0 | 0 | 0 | 7 | 0 | X | 7 | 5 | 4 |

Starting Pitchers: USA – Martina Sementelli  VEN – Raiza Tarazaona   WP: Diana Tovar   LP: Lindsay Horwitz  SV: Lelis Gomez  

#### Gruppe D
Südkorea –  Chinesisch Taipeh 2-12 (6)

Schiedsrichter: HP:  Lideana Soto , 1B: Ramón Flores , 2B: Zaiya Silva , 3B: Maite Bullones 

Ort: Estadio Aviación, Maracay

 Zeit: 10:00 Uhr VET (UTC-4.5)

Wetter: Sonnig

Zuschauer: 70
| Team              | 1 | 2 | 3 | 4 | 5 | 6 | 7 | R  | H  | E |
| ----------------- | - | - | - | - | - | - | - | -- | -- | - |
| Südkorea          | 0 | 0 | 0 | 1 | 0 | 1 | - | 2  | 3  | 1 |
| Chinesisch Taipeh | 3 | 1 | 2 | 3 | 1 | 2 | - | 12 | 11 | 1 |

Starting Pitchers: KOR – Myung Hyun Sam  TPE – Hsieh Wen-Ching   WP: Hsieh Wen-Ching   LP: Myung Hyun Sam  
 Niederlande –  Puerto Rico 1-11 (5)

Schiedsrichter: HP:  Amelia Flamelich , 1B: Pedro Carmona , 2B: Maite Bullones , 3B: Rafael Torres 

Ort: Estadio Aviación, Maracay

 Zeit: 14:00 Uhr VET (UTC-4.5)

Wetter: Sonnig

Zuschauer: 103
| Team        | 1 | 2 | 3 | 4 | 5 | 6 | 7 | R  | H  | E |
| ----------- | - | - | - | - | - | - | - | -- | -- | - |
| Niederlande | 0 | 1 | 0 | 0 | 0 | - | - | 1  | 4  | 3 |
| Puerto Rico | 1 | 1 | 1 | 4 | 4 | - | - | 11 | 12 | 0 |

Starting Pitchers: NLD – Mickey Ras  PUR – Johanna Ramos   WP: Johanna Ramos   LP: Mickey Ras  

### 20. August 2010

#### Gruppe C
Kuba –  Kanada 9-10

Schiedsrichter: HP:  Gustavo Pineda , 1B: Danny Franco , 2B: Arquímedes Torres , 3B: Danny Franco 

Ort: Estadio José Perez Colmenares, Maracay

 Zeit: 10:00 Uhr VET (UTC-4.5)

Wetter: Sonnig

Zuschauer: 355
| Team   | 1 | 2 | 3 | 4 | 5 | 6 | 7 | R  | H  | E |
| ------ | - | - | - | - | - | - | - | -- | -- | - |
| Kuba   | 2 | 0 | 0 | 0 | 1 | 1 | 5 | 9  | 11 | 2 |
| Kanada | 0 | 0 | 5 | 1 | 0 | 0 | 4 | 10 | 12 | 2 |

Starting Pitchers: CUB – Lianni Rodriguez Nieves  CAN – Autumn Mills   WP: Ashley Stephenson   LP: Yaima Ramos Mesa  
 Australien –  Vereinigte Staaten 19-6 (6)

Schiedsrichter: HP: Romer Díaz , 1B: César Linares , 2B: H. Myung Sun , 3B: Kelly Hunter 

Ort: Estadio José Perez Colmenares, Maracay

 Zeit: 15:00 Uhr VET (UTC-4.5)

Wetter: Sonnig

Zuschauer: 7'322
| Team               | 1 | 2 | 3 | 4 | 5 | 6 | 7 | R  | H  | E |
| ------------------ | - | - | - | - | - | - | - | -- | -- | - |
| Australien         | 3 | 4 | 0 | 1 | 4 | 7 | - | 19 | 15 | 4 |
| Vereinigte Staaten | 1 | 0 | 1 | 0 | 4 | 0 | - | 6  | 7  | 5 |

Starting Pitchers: AUS – Melinda Latimer  USA – Loren Smith   WP: Melinda Latimer   LP: Loren Smith  
 Venezuela –  Japan 0-10 (5)

Schiedsrichter: HP: Paul Latta , 1B: Kathrin Sargeant , 2B: Liu Po Chun , 3B: Janet Moreno 

Ort: Estadio José Perez Colmenares, Maracay

 Zeit: 19:00 Uhr VET (UTC-4.5)

Wetter: n/a

Zuschauer: 12'578
| Team      | 1 | 2 | 3 | 4 | 5 | 6 | 7 | R  | H  | E |
| --------- | - | - | - | - | - | - | - | -- | -- | - |
| Venezuela | 0 | 0 | 0 | 0 | 0 | - | - | 0  | 2  | 3 |
| Japan     | 5 | 2 | 1 | 1 | 1 | - | - | 10 | 10 | 0 |

Starting Pitchers: VEN – Anny Leon  JPN – Ayami Sato   WP: Ayami Sato   LP: Anny Leon  

#### Gruppe D
Chinesisch Taipeh –  Puerto Rico 16-1 (5)

Schiedsrichter: HP:  Maite Bullones , 1B: Rafael Torres , 2B: Amelia Flamelich , 3B: Ramón Flores 

Ort: Estadio Aviación, Maracay

 Zeit: 10:00 Uhr VET (UTC-4.5)

Wetter: Sonnig

Zuschauer: 600
| Team              | 1 | 2  | 3 | 4 | 5 | 6 | 7 | R  | H  | E |
| ----------------- | - | -- | - | - | - | - | - | -- | -- | - |
| Chinesisch Taipeh | 3 | 10 | 3 | 0 | 0 | - | - | 16 | 11 | 0 |
| Puerto Rico       | 0 | 0  | 0 | 0 | 1 | - | - | 2  | 2  | 3 |

Starting Pitchers: TPE – Wen Tzu-Ling  PUR – Francheska Figueroa   WP: Wen Tzu-Ling   LP: Francheska Figueroa  
 Niederlande –  Südkorea 5-15 (6)

Schiedsrichter: HP:  Zaiya Silva , 1B: Zaiya Silva , 2B: Ramón Flores , 3B: Pedro Carmona 

Ort: Estadio Aviación, Maracay

 Zeit: 14:00 Uhr VET (UTC-4.5)

Wetter: Sonnig

Zuschauer: 600
| Team        | 1 | 2 | 3 | 4 | 5 | 6 | 7 | R  | H | E |
| ----------- | - | - | - | - | - | - | - | -- | - | - |
| Niederlande | 1 | 1 | 0 | 3 | 0 | 0 | - | 5  | 5 | 5 |
| Südkorea    | 2 | 2 | 7 | 0 | 1 | 3 | - | 15 | 4 | 2 |

Starting Pitchers: NLD – Thari Diefenbach  KOR – Kim Mi Hui   WP: Kim Mi Hui   LP: Thari Diefenbach  SV: Han Joo Youn  

## Finalrunde

### 21. August 2010

#### Halbfinale
Vereinigte Staaten –  Japan 1–6

Schiedsrichter: HP: Kelly Hunter , 1B: Gustavo Pineda , 2B: Paul Latta  3B: Romer Díaz 

Ort: Estadio José Perez Colmenares, Maracay

 Zeit: 14:00 Uhr VET (UTC-4.5)

Wetter: Bewölkt

Zuschauer: 5'000
| Team               | 1 | 2 | 3 | 4 | 5 | 6 | 7 | R | H | E |
| ------------------ | - | - | - | - | - | - | - | - | - | - |
| Vereinigte Staaten | 0 | 0 | 1 | 0 | 0 | 0 | 0 | 1 | 7 | 1 |
| Japan              | 1 | 0 | 0 | 0 | 1 | 4 | X | 6 | 8 | 1 |

Starting Pitchers: USA – Jenna Marston  JPN – Yui Xingu   WP: Ayami Sato   LP: Jenna Marston  
 Australien –  Venezuela 12–2

Schiedsrichter: HP: Kathrin Sargeant , 1B: H. Myung Sun , 2B:  Janet Moreno , 3B: Liu Po Chun 

Ort: Estadio José Perez Colmenares, Maracay

 Zeit: 15:00 Uhr VET (UTC-4.5)

Wetter: Teilweise bewölkt

Zuschauer: 10'500
| Team       | 1 | 2 | 3 | 4 | 5 | 6 | 7 | R  | H | E |
| ---------- | - | - | - | - | - | - | - | -- | - | - |
| Australien | 2 | 0 | 0 | 0 | 6 | 2 | 2 | 12 | 9 | 0 |
| Venezuela  | 0 | 2 | 0 | 0 | 0 | 0 | 0 | 2  | 6 | 3 |

Starting Pitchers: AUS – Jacinda Barclay  VEN – Jessica Primera   WP: Jacinda Barclay   LP: Jessica Primera  

#### Spiel um Platz 9
Niederlande –  Südkorea 4–11

Schiedsrichter: HP: Danny Franco , 1B: Amelia Flamelich , 2B: Rodolfo Rodríguez , 3B: Pedro Carmona 

Ort: Estadio Aviación, Maracay

 Zeit: 10:00 Uhr VET (UTC-4.5)

Wetter: Bewölkt

Zuschauer: 57
| Team        | 1 | 2 | 3 | 4 | 5 | 6 | 7 | R  | H  | E |
| ----------- | - | - | - | - | - | - | - | -- | -- | - |
| Niederlande | 1 | 1 | 0 | 0 | 2 | 0 | 0 | 4  | 7  | 2 |
| Südkorea    | 2 | 2 | 1 | 3 | 0 | 3 | X | 11 | 12 | 7 |

Starting Pitchers: NLD – Michelle Brujn  KOR – Kim Su Jin   WP: Kim Su Jin   LP: Michelle Brujn  

#### Spiel um Platz 7
Puerto Rico –  Chinesisch Taipeh 3–4

Schiedsrichter: HP: Rafael Torres , 1B: Pedro Carmona , 2B: Lideana Soto , 3B: Rodolfo Rodríguez 

Ort: Estadio Aviación, Maracay

 Zeit: 14:00 Uhr VET (UTC-4.5)

Wetter: Bewölkt

Zuschauer: 120
| Team              | 1 | 2 | 3 | 4 | 5 | 6 | 7 | R | H  | E |
| ----------------- | - | - | - | - | - | - | - | - | -- | - |
| Puerto Rico       | 0 | 2 | 0 | 0 | 0 | 1 | 0 | 3 | 10 | 1 |
| Chinesisch Taipeh | 0 | 0 | 0 | 2 | 2 | 0 | X | 4 | 7  | 2 |

Starting Pitchers: PUR – Maria Zayas  TPE – Hsieh Yu Yingn   WP: Huang Chiao-Yun   LP: Maria Zayas  SV: Chou Pei-Hsuan  

#### Spiel um Platz 5
Kuba –  Kanada 1–5 (5)

Schiedsrichter: HP: Arquímedes Torres , 1B: César Linares , 2B: Zaiya Silva , 3B: Maite Bullones 

Ort: Estadio José Perez Colmenares, Maracay

 Zeit: 10:00 Uhr VET (UTC-4.5)

Wetter: Bewölkt

Zuschauer: 300
| Team   | 1 | 2 | 3 | 4 | 5 | 6 | 7 | R | H | E |
| ------ | - | - | - | - | - | - | - | - | - | - |
| Kuba   | 0 | 0 | 0 | 0 | 1 | - | - | 1 | 5 | 3 |
| Kanada | 1 | 1 | 3 | 0 | 0 | - | - | 5 | 6 | 0 |

Starting Pitchers: CUB – Dianisleidis Moreno  CAN – Martine Nadeau   WP: Martine Nadeau   LP: Dianisleidis Moreno  SV: Melissa Armstrong  

### 22. August 2010

#### Spiel um Platz 3
Venezuela –  Vereinigte Staaten 5–15 (6)

Schiedsrichter: HP: H. Myung Sun , 1B: Liu Po Chun , 2B: Paul Latta , 3B: Kelly Hunter 

Ort: Estadio José Perez Colmenares, Maracay

 Zeit: 10:00 Uhr VET (UTC-4.5)

Wetter: Teilweise bewölkt

Zuschauer: 6'000
| Team               | 1 | 2 | 3 | 4 | 5 | 6 | 7 | R  | H  | E |
| ------------------ | - | - | - | - | - | - | - | -- | -- | - |
| Venezuela          | 0 | 0 | 0 | 3 | 2 | 0 | - | 5  | 7  | 5 |
| Vereinigte Staaten | 4 | 2 | 1 | 3 | 2 | 3 | - | 15 | 20 | 3 |

Starting Pitchers: VEN – Raiza Tarazaona  USA – Martina Sementelli   WP: Martina Sementelli   LP: Raiza Tarazaona  

#### Finale
Japan –  Australien 13–3 (5)

Schiedsrichter: HP: Janet Moreno , 1B: César Linares , 2B: Kathrin Sargeant , 3B: Gustavo Pineda 

Ort: Estadio José Perez Colmenares, Maracay

 Zeit: 15:00 Uhr VET (UTC-4.5)

Wetter: Sonnig

Zuschauer: 6'350
| Team       | 1 | 2 | 3 | 4 | 5 | 6 | 7 | R  | H  | E |
| ---------- | - | - | - | - | - | - | - | -- | -- | - |
| Australien | 0 | 0 | 1 | 0 | 2 | - | - | 3  | 6  | 3 |
| Japan      | 9 | 1 | 1 | 0 | 2 | - | - | 13 | 11 | 1 |

Starting Pitchers: AUS – Laura Neads  JPN – Yakuari Isozaki   WP: Yukari Isozaki   LP: Laura Neads  